# Oficyna kamienicy przy ul. św. Antoniego 33
Oficyna kamienicy przy ul. św. Antoniego 33 – oficyna niezachowanej kamienicy stojąca w tylnej części posesji przy ulicy św. Antoniego we Wrocławiu; przykład najbardziej okazałej barokowej oficyny we Wrocławiu.

## Opis architektoniczny
Oficyna została wzniesiona w 1692 roku  na planie prostokąta. Według Bogusława Czechowicza oficyna była częścią kompleksu rezydencji pałacu Nosititzów co podważają późniejsze badania Wojciecha Brzezowskiego. Jest budynkiem trzykondygnacyjnym, trzyosiowym i dwu traktową. W osi zewnętrznej znajduje się brama prowadząca do przelotowej sieni nakrytej sklepieniem krzyżowym. Część parterowa jest boniowana a na drugiej i trzeciej kondygnacji okna rozdzielane są boniowanymi lizenami przeciętymi płaskim gzymsem kordonowym. Wokół okien znajdują się obramienia w postaci negatywu opaski uszakowej. Pod okiennymi parapetami umieszczone są tynkowe płyciny z ćwierćkoliście wyciętymi narożami. Środkowa oś budynku zakończona jest w części dachowej lukarną o architektonicznej obudowie w formie aediculi, zwieńczonej trójkątnym tympanonem. Po obu stronach znajdują się wolutowe spływy. Na wysokości fryzu umieszczona została data "1692". Całość pokrywa czterospadowy dach. Tylna elewacja jest ośmioosiowa. Wnętrza budynku spełniają funkcję lokali mieszkalnych. W dwóch pomieszczeniach, na pierwszym i drugim piętrze, zachowały się pierwotne belkowe, polichromowane, stropy.

## Po 1945 roku
Oficyna została zniszczona wiosną 1945 roku. W 1962 została odbudowana a w latach 1980-1982 oficyna zmodernizowana i wyremontowana.